# Siti Musdah Mulia
Siti Musdah Mulia est une militante sociale indonésienne qui agit pour les droits des femmes. Elle obtient, le 7 mars 2007, de la secrétaire d'État des États-Unis, Condoleezza Rice, le Prix international de la femme de courage.

## Biographie

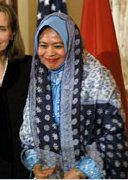
Musdah à la cérémonie du Prix international de la femme de courage en 2007

Elle est la première femme nommée en tant que professeur de recherche à l'institut indonésien des sciences et elle travaille également en tant que conférencière sur la pensée politique islamique à l'université Islamique d’État, Syarif Hidayatullah (en). Elle y a été la première femme à obtenir un doctorat sur la pensée islamique en 1997. Depuis 2007 Siti Musdah Mulia est également la présidente de l'organisation non gouvernementale appelée Indonesian Conference on Religion for Peace.
De 1999 à 2007, elle est la conseillère principale du ministre des Affaires religieuses et elle fait partie de l'équipe qui, en 2004, établit un projet de loi islamique en Indonésie, qui recommande parmi d'autres choses, l'interdiction du mariage des enfants mais aussi qui autorise le mariage interconfessionnel.
Elle obtient le prix Yap Thiam Hien, en 2009, mais aussi, la même année, celui de la femme de l'année de la part du gouvernement italien.

## Sources
- (en) Cet article est partiellement ou en totalité issu de l’article de Wikipédia en anglais intitulé « Siti Musdah Mulia » (voir la liste des auteurs).